# ФК Форт Уилям
„Форт Уйлям“ (на английски: Fort William F.C.) – професионален футболен клуб от едноимения град Форт Уйлям. Най-големия град в област Хайланд. През 2019 г. ББС обявява клубът като „Най-слабия отбор в историята на британския футбол“.
Основан през 1974 година от Колин Нилсън, като първоначално играе само в приятелски мачове и купи, като например в Шатландската квалификационна купа, Купата на Северна Шотландия и Купата на Инвърнес. Клубът подава многократно документи за участие в Хайланд лигата, но винаги е бил отрязван. През 1983 г. е приет в Лигата на Северна Каледония и е допуснат до Хайланд лигата. Пърмият му мач в нея е срещу „Клахнакудин“, като Гордън МакИнтайър бележи за победата на тима с 1:0. През същата година е поставен и клубния рекорд по посещаемост на стадиона от 1 500 зрители в мача срещу Стърлинг Албион в мач от втория кръг за Купата на Шотландия, завършил сензационно 0:0. В преиграването обаче „Форт Уйлям“ губи с 0:6.
Играе домашните си мачове на стадион „Клаган Парк“, който е разположен точно под връх „Бен Невис“ на планинския регион „Грампиан“, с капацитет за 1 800 зрители, с една трибуна побираща 200 човека.
Клубът е дом за малкия Джон МакГинли, който се шлифова от 14 0о 17 годишна възраст, после отива в Болтън Уондърърс и националния отбор на Шотландия.

## Известни футболисти
- Джон МакГинли
- Дънкан Шиърър

## Успехи
- Лига на Северна Каледония (6 ниво)
  -  Шампион (1): 1984/85